# 高熱BLOOD
「高熱BLOOD」（こうねつブラッド）は、2000年1月26日にリリースされたコタニキンヤの1枚目のシングル（BAD LUCK名義でリリースされた作品を含めると通算2枚目）。発売元はアンティノスレコード。

## 概要
前作「Spicy Marmalade」はアニメ『グラビテーション』に登場する作中のバンドBAD LUCK名義でのリリースであったため、本人名義としては本作がデビューシングルとなる。TBS系『ここがヘンだよ日本人』エンディングテーマに起用され、累計売上は2.8万枚を記録した。初回特典としてトレーディングカードが封入。浅倉大介がプロデュースを手掛けたアーティストの楽曲を収録したリミックスアルバム『DAynamite Mix Juice1-you know beat?-』には、KH-Rがリミックスを担当した「KH-R Jr ROLLING STEP VrS」が収録されている。

## 収録曲
1. 高熱BLOOD[3:35]
  - 作詞・作曲・編曲：Mad Soldiers
2. 高熱BLOOD (一緒に唄おう "ラジ語りMix")[3:35]